# Esgrima

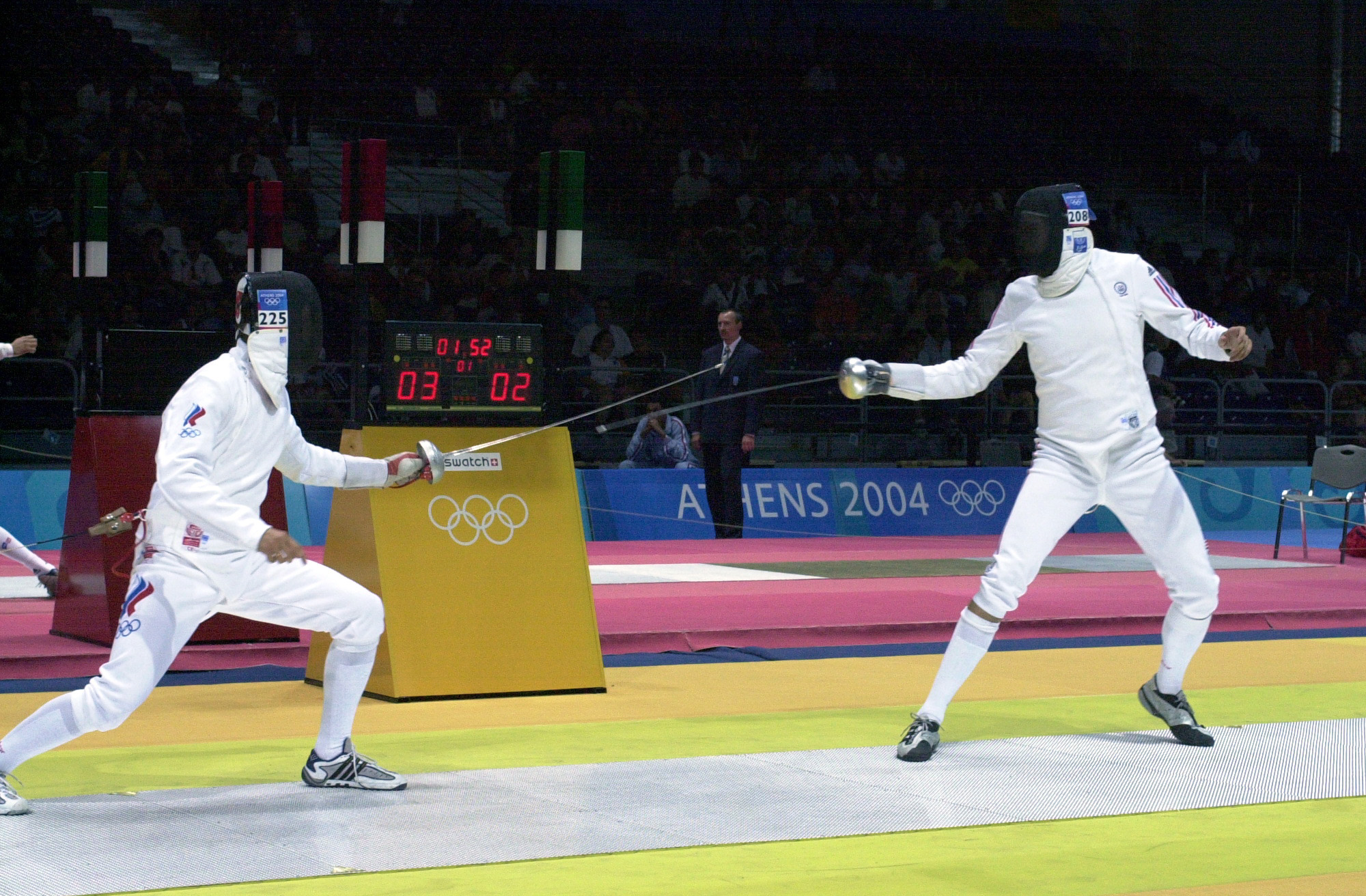
El rus Ivan iTourchine i el nord-americà Weston Kelsey en un assalt a espasa en els Jocs Olímpics d'Atenes.

L'esgrima és un esport de combat en el qual s'enfronten dos contrincants que han d'intentar tocar-se amb una arma blanca, en funció de la qual es diferencien tres modalitats: sabre, espasa i floret. Els contrincants reben el nom de "tiradors". Quan un tirador és "tocat" per l'arma (en francès "touché"), el contrari rep un punt.
Com a disciplina esportiva va sorgir a la fi del segle xix, quan van començar a deixar d'emprar-se les espases com armes de combat. Va ser present en la primera edició de les olimpíades modernes, encara que només en categoria masculina, i en la femenina, a partir de 1960. Es tracta de l'únic esport olímpic d'origen espanyol. La seva definició és «art de defensa i atac amb una espasa, floret o una arma similar». L'esgrima moderna és un esport d'entreteniment i competició, però segueix les regles i tècniques que es van desenvolupar en el seu origen, per a un maneig eficient de l'espasa en els duels.

## Armes modernes
En l'esgrima moderna, s'usen tres armes: floret, espasa i sabre. Fabricades amb acer trempat, cadascuna té una llargada màxima de fulla de prop de 89 cm; el pes màxim per a floret i sabre és de 500 g aproximadament i per a una espasa d'uns 770 g. El capçalet és el botó de pell que es posa a la punta d'una espasa d'esgrima perquè no faci mal.

Zona vàlida per a atac amb floret.

### Floret
Arma desenvolupada durant el segle xvii com a arma d'entrenament per a combat amb espases lleugeres. Desenvolupada com a arma de pràctica i esportiva, el floret és considerada la bàsica. És lleugera i flexible i s'usa per aconseguir tocats envestint amb la seva punta roma. La fulla és quadrangular en secció transversal. L'àrea vàlida d'atac entre floretistes és el tors.

### Espasa
L'espasa moderna deriva de l'espasí francès. Com el floret, és una arma d'estocada, però té una cassoleta o protecció de mà més gran, a més de ser més pesada i de tenir una construcció més rígida. La secció la seva fulla és triangular. L'àrea vàlida d'atac és tot el cos.

Zona vàlida per a atac amb sabre.

### Sabre
El sabre modern deriva de l'arma que usaven abans els soldats de cavalleria. Té un protector en forma de bol, que es corba sota la mà, i una fulla rectangular en secció transversal. Els tocats o punts es poden aconseguir envestint amb la punta o produint un tall amb el tall de la fulla.

## Història de l'esgrima
Els primers tractats de l'esgrima es van trobar a Espanya, pel que Espanya és l'originària d'aquest esport. Amb la desaparició del duel en l'últim terç del segle xix, apareixen també les regles pròpies de cadascuna de les armes de l'esgrima moderna. Des d'aquell moment, les tres seguiran una evolució paral·lela.
Els Jocs Olímpics d'Atenes de 1896, els primers de l'era moderna, van ser iniciativa del baró Pierre de Coubertin. Ell mateix esgrimidor, van incloure competicions de floret i sabre, ambdós en categoria masculina individual. L'espasa s'introduiria en els Jocs següents, els de París 1900. El sabre i floret per equips arribaria als Jocs Olímpics de Saint Louis de 1904. Els primers Campionats del Món d'Esgrima es van celebrar a Londres el 1956. El floret femení va aparèixer a nivell individual el 1924 als Jocs Olímpics de París i per equips el 1932 a Los Angeles.
El 1913 neix la Federació Internacional d'Esgrima, després de començar a constituir-se federacions nacionals a partir de 1906. Aquesta Federació Internacional serà qui consti com a organitzadora de les grans competicions i la responsable del Reglament Internacional per a aquestes proves. Des de llavors s'han introduït nombrosos canvis, entre ells la irrupció de la tecnologia que permet el registre electrònic dels tocats amb l'ajuda d'un aparell senyalitzador i la millora en la seguretat dels materials, tant de la indumentària protectora com de les armes, que fan de l'esgrima actual un esport en el qual els accidents són pràcticament inexistents.

### Esgrima italiana
Esgrima italiana és un terme que s'empra per descriure l'estoc i la tècnica que els italians van popularitzar en Europa, principalment en Anglaterra i França. L'origen del sistema de combat se sol fixar en 1409, data del tractat italià més antic del qual es tingui coneixement, i s'estengui fins i tot 1900, en l'etapa de l'esgrima clàssica. Encara que les armes i els finals per als quals s'usaven van canviar radicalment durant aquells cinc segles, algunes característiques han romàs constants a l'escola italiana. Algunes d'elles són la preferència per determinades guàrdies, l'especial atenció al tempo i moltes de les accions defensives.
En l'actualitat, l'estil es preserva tant a Itàlia com a la resta del món. A Itàlia, escoles oficials d'esgrima com l'Accademia Nazionale ofereixen maestríes, tant en esgrima històrica com en esgrima moderna, que s'adhereix als principis de la tècnica italiana. També es practica l'esgrima italiana en institucions a l'estranger, com la Universitat Estatal de San José, en Califòrnia, Estats Units.

## Tractats d'esgrima

### Tractats antics

#### SegleXV
- 1410. Fiore de’ Liberi. Flos Duellatorum.[2] (Hi ha una traducció al castellà que es pot descarregar en format pdf: Fiore Dei Liberi 'La Flor de las Batallas')
- 1474. Jaume Ponç (obra considerada perduda).[3][4][5]
  - La pèrdua aparent de l'obra de Jaume Pons és molt estranya. Hi havia un manuscrit a la Biblioteca del Escorial l'any 1931.

| « | 239. Maestro Ponce. Arte de esgrima, en lengua lemosina, con hermosas figuras y letras de oro. v. D. 1. 1. P. 9. Ms. H. I. 5, fols. 176 v. y 207 r. | » |
| — Catálogo de los manuscritos catalanes, valencianos, gallegos y portugueses de la biblioteca de El Escorial / Fr. Julián Zarco Cuevas. Pàgina 164. | |   |

- 1474. Pedro de la Torre (obra perduda)

#### SegleXVI
- 1509. Petrus Montis, Pedro del Monte o Pietro Moncio[6][7]
- 1531. Antonio Manciolino. Di Antonio Manciolino Bolognese opera nova: dove li sono tutti li documenti et vantaggi che si ponno havere nel mestier de l'armi d'ogni sorte.[8]
- 1532. Francisco Román (obra perduda)
- 1550. Achille Marozzo. Opera nova de l'arte de l'Armi.[9]
- c 1550. Anonimo bolognese. L'arte della spada.[10]
- 1553. Camillo Agrippa. Trattato di scienza d'arme. Et vn dialogo in detta materia[11]
  - Trattato Di Scientia d'Arme,con un Dialogo di Filosofia - Versió en PDF
- 1572. Giovanni dall'Agocchie. Dell'arte di scrimia.[12]
- 1573. Henry de Saint Didier. Traicte contenant les secrets dv premier livre svr l'espee sevle[13]
- 1580. Giacomo de Grassi. Ragione di adoprar sicuramente l'arme si da offesa, come da difesa[14]
- 1582. Jerónimo de Carranza. Libro de Hieronimo de Carança natural de Seuilla, que trata de la Philosophia de las armas y de su destreza y de la aggressio[n] y defension christiana.[15]

#### SegleXVII
- 1601. Marco Docciolini. Trattato in materia di scherma.[16]
- 1610. Ridolfo Capoferro. Gran simulacro dell'arte e dell'uso della scherma.[17]
- 1612. Luis Pacheco de Narváez. Compendio de la filosofia de las armas de Geronimo de Carrança.[18]
- 1628-1630. L'Académie de l'Épée, de Gérard Thibault d'Anvers.
- 1639. Luís Díaz de Viedma. Metodo de ensenanza de maestros en la ciencia filosofica de la verdadera destreza matematica de la armas. Barcelona.[19]
- 1642. Cristóbal de Cala. Desengaño de la espada, y norte de diestros. Cádiz.[20]
- 1667. Gómez Arias de Porres. Resvmen De La Verdadera Destreza En El Maneio De La Espada.[21]
- 1675. Francisco Antonio de Ettenhard. Compendio de los fundamentos de la verdadera destreza, y filosofia de las armas.[22]
- 1678. Pedro Texedo Sicilia de Teruel. Escuela de principiantes y promptuario de questiones en la philosophia de la berdadera destreça de las Armas[23]
- 1686.Francesco Antonio Marcelli. Regole della scherma: insegnate da Lelio, e Titta Marcelli[24]
- 1688. D. Juan Antonio de Arrieta, Arandía y Morentin. Resvmen de la Verdadera destreza, y modo facil para saber los caminos verdaderos en la Batalla, reducidos á Christianos, y Reales movimientos. Pamplona.
- 1755. L' académie de l'homme d'épée.[25]

#### Seglexix
- 1823. Eudaldo Thomase. Tratado de esgrima a pie y a caballo.[26]

## Esgrima adaptada
L'esgrima adaptada per a discapacitats va sorgir quan a 1953 va ser introduïda per Ludwig Guttmann en un hospital d'Inglaterra. Es va convertir en esport para-olímpic l'any 1960 en Roma, es practica a cadira de rodes que va subjecte al sòl perquè la cadira no es pugui caure.
La principal diferencia que podem trobar respecte a l'Esgrima convencional és que els que ho practiquen tenen una discapacitat que no els permet estar drets o fer gran esforços amb les pròpies; per això, han d'estar asseguts en una cadira de rodes, on aquesta no es pot moure perquè va fixada a terra, això permet fer moviments bruscos sense temor que es pugui bolcar.
Normalment qui sol practicar aquest esport és gent que té una paràlisi cerebral lleu, amputacions, poliomielitis o paraplexia tant del sexe femení com masculí evidentment.
Aquest esport té poques normes, però una de les que més cal tenir en compte i és bàsica és que no es pot fer un desplaçament per la pista. A nivell competitiu els jugadors amb no-lesions no poden competir i a l'hora de fer-ho es fa un balanç de les aptituds de cada jugador per a classificar-los per les seves capacitats.